# Jane Dodds

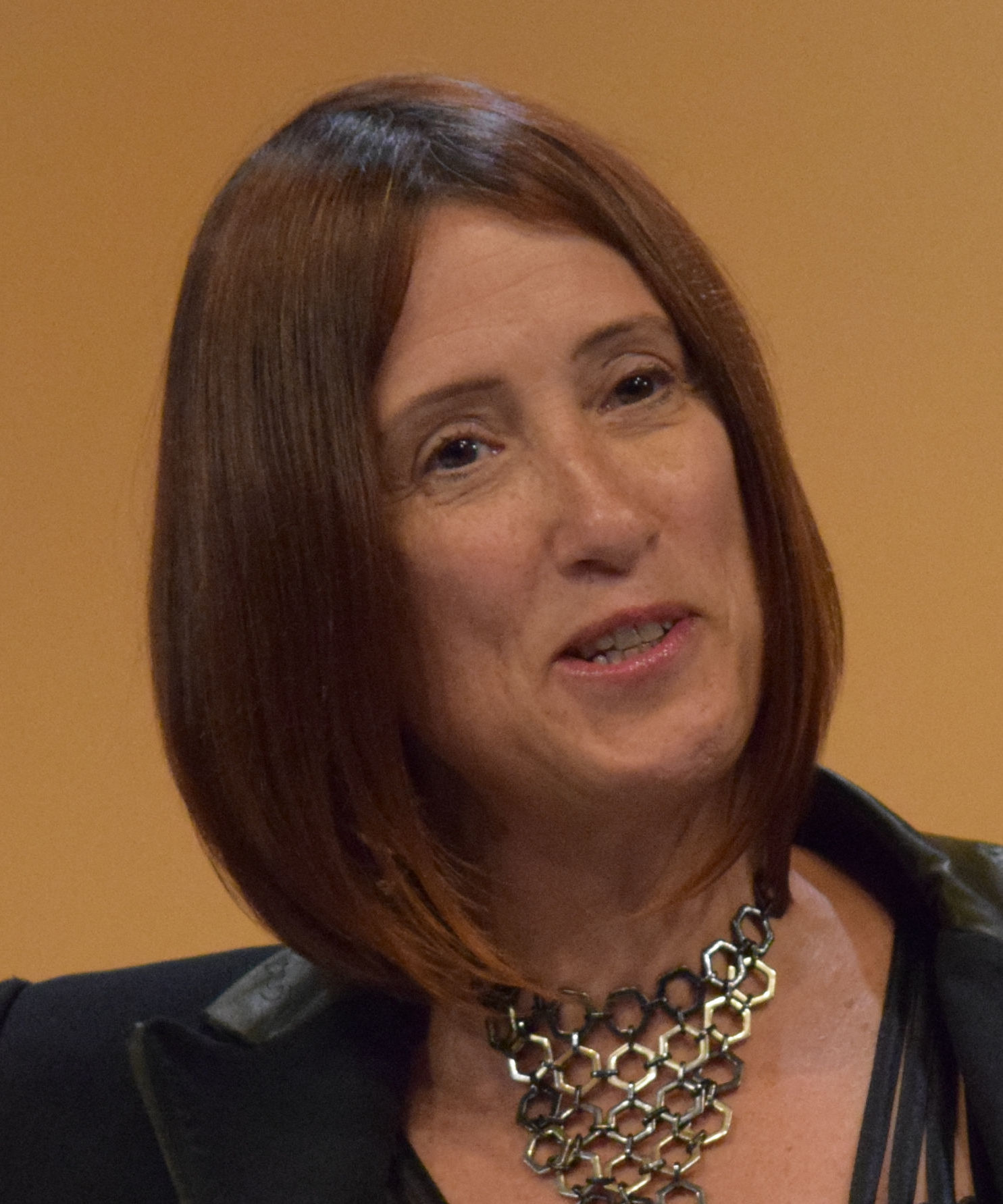
Jane Dodds 2018

Jane Dodds (* 23. September 1963 in Wrexham) ist eine walisische Politikerin der Liberal Democrats.
Bei der Britischen Unterhauswahl 2015, der Wahl zur Nationalversammlung für Wales 2016 und der Unterhauswahl 2017 erreichte Dodds im Wahlkreis Montgomeryshire jeweils den zweitstärksten Stimmenanteil. Im November 2017 wurde sie zur Vorsitzenden der walisischen Landespartei der Liberal Democrats gewählt. Am 1. August 2019 setzte Dodds sich bei der Nachwahl im Wahlkreis Brecon and Radnorshire gegen den bisherigen Wahlkreisabgeordneten Chris Davies durch und zog somit in das House of Commons ein.
Bei den regulären Unterhauswahlen 2019 unterlag sie in ihrem Wahlkreis der konservativen Kandidatin Fay Jones und schied somit aus dem Parlament aus. Sie kandidierte 2021 zu den Wahlen zum walisischen Senedd auf der Regionalwahlkreisliste in Mid and West Wales als Spitzenkandidatin der LibDems und zog als einzige Vertreterin ihrer Partei in das walisische Parlament ein.